# Robert Mallet (écrivain)
Pour les articles homonymes, voir Robert Mallet et Mallet.
Robert Mallet, né le 15 mars 1915 à Paris et mort le 4 décembre 2002 à Brunoy, est un écrivain, universitaire, haut fonctionnaire et homme de radio français.

## Carrière publique
Hésitant entre le droit et les lettres, il obtient un doctorat dans les deux domaines. Il enseigne à Madagascar de 1959 à 1964, où il fonde la faculté des lettres de l'université de Tananarive, dont il est le premier doyen.
Revenu en France, Robert Mallet est affecté au ministère de l'Éducation nationale. Aimant à se considérer « plus Picard que Français », il plaide pour la constitution d'une académie séparée à Amiens. L'académie est créée le 1er octobre 1964 et Robert Mallet en devient le premier recteur.
À ce nouveau poste, il fait construire le campus et accompagne la création de l'université d'Amiens. En 1969, Robert Mallet devient recteur-chancelier de l'Académie de Paris, fonction qu'il conserve jusqu'en 1980. Durant cette période, il fait notamment partie des fondateurs de l'Université Paris-VII, où il reprend un poste de professeur de 1980 à sa retraite en 1983.
Il préside de 1972 à 1975 le conseil d’administration de l'Agence universitaire de la Francophonie (AUPELF) dont il favorise le développement. Il fut également membre du comité d'honneur de la Maison internationale des poètes et des écrivains de Saint-Malo.
Il fut membre de l'Académie des sciences, des lettres et des arts d'Amiens. Il avait épousé en secondes noces Yvonne Noviant (1921-2021).

## Œuvres littéraires
Robert Mallet s'est surtout fait remarquer comme poète, mais il est également l'auteur de romans et de pièces de théâtre.
 Les œuvres suivantes sont classées par ordre chronologique. Il s'agit de poésie sauf mention contraire.
- La Poursuite amoureuse (1932-1940), Paris, Mercure de France, 1943, (roman).
- L'Égoise clé ou le livre des octosyllabes, Paris, Robert Laffont, 1946.
- Les Poèmes du feu, Paris, L'Ancre d'or, 1947.
- De toutes les douleurs, Paris, Robert Laffont, 1948.
- La Châtelaine de Coucy, ou pas de morale sans amour, Paris, L'Ancre d'or, 1950.
- Amour, mot de passe, Paris, Seghers, 1952.
- Une mort ambiguë, Paris, Gallimard, 1955, (essai).
- L'Équipage au complet, Gallimard, 1958, (théâtre).
- Satire en trois temps, quatre mouvements: pièce en un acte, L'AVANT SCENE FEMINA-THEATRE N°149, 1958, (théâtre).
- Mahafaliennes, Gallimard, 1961.
- Le Poème du sablier, Gallimard, 1962 (prix Archon-Despérouses[6]).
- La rose en ses remous, Gallimard, 1971.
- Apostille ou l'utile et le futile, Gallimard, 1972.
- Quand le miroir s'étonne, Gallimard, 1974.
- Silex éclaté, Gallimard, 1976.
- Le forgeron me l'avait dit, suivi de Mots princiers, Gallimard, 1982.
- L'Ombre chaude, Gallimard, 1984.
- Ellynn, Gallimard, 1985 (roman - Prix des libraires, Prix Charles Oulmont de la Fondation de France 1985).
- Cette plume qui tournoie : poèmes, Gallimard, 1988.
- Région inhabitée, Gallimard, 1991.
- Semer l'arbre, poèmes, Gallimard, 1991.
- Les Rives incertaines, Gallimard, 1993.
- D'un même pain, Ultimes réflexions, la Vague verte, 2012.

Il a également publié des correspondances.
Il a aussi écrit des ouvrages biographiques sur le poète Francis Jammes,,.
Le journal qu'il a tenu depuis 1945 est déposé à la bibliothèque municipale d'Abbeville et sera communicable en 2032. Il en parle dans l'émission Apostrophes, Mémoires et journaux intimes, en 1981.

## Homme de radio
Robert Mallet travaille à l'ORTF, où il est connu pour ses entretiens, avec Paul Léautaud ou Jean Paulhan et pour une série de documents sur la Bibliothèque nationale.
Il cède ses archives personnelles à l'université de Picardie.

## Prix et hommages

### Prix de l’Académie française
- 1942 : Prix Fabien, pour Le Retour à la terre[11],
- 1959 : Prix Gustave Le Métais-Larivière, pour l'ensemble de son œuvre[11],
- 1963 : Prix Archon-Despérouses, pour Le poème du sablier[11],
- 1977 : Grand Prix de Poésie, pour l'ensemble de son œuvre poétique[11].

### Centenaire de sa naissance
La célébration du centenaire de la naissance de Robert Mallet a eu lieu en 2015 et a été organisée par la Société d'émulation d'Abbeville.